# Памятник Стиву Джобсу (Санкт-Петербург)
Па́мятник Сти́ву Джо́бсу в Санкт-Петербурге — скульптурная композиция, находившаяся в Санкт-Петербурге в память о Стиве Джобсе. Являлся первым памятником Стиву Джобсу в России и третьим памятником в мире. Был выполнен в виде почти двухметрового iPhone 4 — последнего прижизненного iPhone, созданием которого руководил лично Стив Джобс. Являлся интерактивным и оснащённым объёмным (солнечным) QR-кодом.

## История

### Идея создания памятника
Инициатором установки памятника Стиву Джобсу в Санкт-Петербурге выступил Максим Владимирович Долгополов, председатель фонда «Прогресс ИТ», созданный холдинговой компанией «Западно-Европейский финансовый союз» (ЗЕФС). 23 июля 2012 года фонд объявил о старте конкурса на лучшую идею памятника Стиву Джобсу. Среди критериев оценки работ были названы инновационность и креативность. Кроме того, памятник должен давать понять, что Санкт-Петербург, как и вся Россия, достиг определённых успехов в области информационных технологий, которая в настоящий момент активно развивается. Из почти 200 работ, оргкомитет выбрал 18, Интернет-голосование отобрало ещё 7 работ. Победителя среди 25 финалистов выбирало авторитетное жюри, в состав которого вошли представители администрации Санкт-Петербурга, IT-специалисты, известные блогеры и деятели искусства. 6 сентября 2012 жюри озвучило итоги конкурса. Победителем стала идея солнечного QR-кода, которую предложил житель Санкт-Петербурга Глеб Тарасов. Местом для установки памятника был выбран двор-колодец на Биржевой линии дом 14, в технопарке СПбНИУ ИТМО.

### Солнечный QR-код
Идея была такова: памятник — конструкция из металлических стержней, расположенных на разной высоте, которую можно программно регулировать и динамически формировать произвольный QR-код с любым сообщением. Солнечным он называется из-за того, что контраст изображения для считывания кодом осуществляется, когда часть стержней освещены солнцем (белые фрагменты кода), а часть — находятся в тени. Однако, реализация утверждённой идеи вызвала затруднения. Небо над Санкт-Петербургом почти всегда затянуто тучами, и чисто солнечный QR-код работал бы крайне редко. Выбранное для памятника место, представляющее собой типичнейший для Северной столицы двор-колодец, также не способствовало попаданию большего количества солнечных лучей на памятник.

### Доработка идеи
Так как реализация изначальной идеи вызвала затруднения, Глеб Тарасов вызвался её доработать. Всего было предложено свыше 10 вариаций. В итоге руководство фонда «Прогресс ИТ» во главе с Максимом Долгополовым остановилось на следующем решении. Во-первых, солнечный QR-код упростили, сделали статическим, но при этом, работающим ещё и от искусственного освещения или слабого солнечного света. Во-вторых, сам QR-код поместили на заднюю «панель» огромного iPhone высотой 188 см, отказавшись от первоначальной задумки сложной конструкции из стержней. Высота в 188 см соответствует росту Стива Джобса. Глеб Тарасов не только осуществлял доработку идеи, но и полностью прорабатывал её, вплоть до рисования чертежей.

### Реализация памятника
Памятник представляет собой модель iPhone 4 размерами 188×95×153 см. Спереди он оснащен сенсорным ЖК-дисплеем диагональю 106 см (42"). Сзади, там, где у обычного iPhone располагается логотип компании Apple, у памятника размещен статичный солнечный (то есть объемный) QR-код. Памятник оснащен двумя камерами с каждой стороны. Материалы, из которых изготовлен памятник — металл и стекло. Информации о технической начинке памятника практически нет. Известно, что внутри установлен ПК, wi-fi роутер, звуковые динамики и система обогрева. Так как температура в Санкт-Петербурге зимой опускается до минус 30 градусов по Цельсию, памятник спроектирован так, чтобы выдерживать такие температуры. Споры вызывает программная начинка. Считается, что памятник работает либо под управлением ОС Windows 7, либо под управлением Mac OS X.
На дату открытия памятника на нём было установлено интерактивное приложение, которое позволяло узнать ключевую информацию о Стиве Джобсе: его биографию, философию, информацию о его детищах и его бизнесе. Приложение реализовано в виде «Слайдера», которым нужно управлять, прикасаясь руками к сенсорному экрану. Приложение реализовано на 4 языках: русском, английском, испанском и китайском.

## Церемония открытия памятника
9 января 2013 года состоялось торжественное открытие памятника. В церемонии открытия приняли участие проректор НИУ ИТМО, профессор Юрий Леонидович Колесников, председатель фонда «Прогресс-ИТ» Максим Владимирович Долгополов, им-то и было доверено разрезать красную ленточку. Максим Долгополов поблагодарил руководство Университета ИТМО за сотрудничество, рассказал о том, почему фонд «Прогресс ИТ» принял решение открыть памятник Стиву Джобсу в Санкт-Петербурге: «Мемориал Стивена Джобса — это символ, позволяющий считать Санкт-Петербург IT столицей России, а в ближайшей перспективе — и IT столицей Европы». Также на мероприятии выступил автор идеи памятника Глеб Тарасов и один из соратников Стива Джобса, Тимоти Дайон. Тимоти Дайон, друг и соратник Джобса, прилетел на церемонию открытия мемориала. Он поделился своими воспоминаниями о друге и поведал неизвестные моменты из биографии основателя Apple. Например, Дайон рассказал, как в мае 1993 года на одной закрытой вечеринке, посвященной началу выпуска оборудования белого цвета, что так и называлась «От чёрного к белому», Джобс произвел фурор. Тогда Стив пришёл одетым в обычную чёрную одежду, однако, в ходе вечеринки постепенно стал переодеваться в белое, пока полностью весь не стал «белым». На открытии памятника присутствовали представители 11 телеканалов и свыше 80 журналистов. Памятник практически сразу же получил в прессе специфичные прозвища: «Гигантский Айфон», «Царь-Айфон», «Giant iPhone» и «iStone».

- Церемония открытия памятника
- Соратник и друг Стива Джобса Тимоти Дайон

## Техническое устройство

### Динамический контент
На торжественном открытии памятника было объявлено о старте конкурса на лучшую идею интерактивного функционала и контента мемориала Стива Джобса. Создатели памятника предполагают, что наполнение будет постоянно меняться. Максим Долгополов на открытии памятника заявил: «Мы хотели бы каждую неделю привносить в содержание памятника какие-то новшества, которые будем рассматривать коллегиально нашим коллективом». Заявки принимались до 1 февраля 2013 года.

### QR-код
QR-код, размещенный на памятнике, содержит url-адрес, который перенаправляет посетителя на официальный сайт памятника http://memorialstevejobs.org Архивная копия от 10 апреля 2021 на Wayback Machine(broken). Однако, если перед считыванием кода авторизоваться в wi-fi сети, которую раздает сам памятника (сеть Memorial Steve Jobs), то при считывании кода вместо сайта вы попадете на специальное мобильное приложение, которое позволит вам «пообщаться» со Стивом Джобсом. Считав QR-код, вы увидите различные цитаты Стива Джобса, которые выводятся в случайном порядке. Для русского языка, например, приложение вывело свыше 60 различных цитат, ни разу не повторившись. Кроме того, памятник имеет возможность обращаться к вам по имени. Для этого вам предлагается авторизоваться через социальную сеть (твиттер, фейсбук и вконтакте). После этого памятник вас «запомнит», и всякий раз, когда вы придете снова, будет вас «узнавать» и обращаться по имени. Кроме того, после авторизации вы сможете разместить в социальных сетях свою фотографию, которую памятник делает в том момент, когда вы считываете QR-код. Мобильное приложение также реализовано на 4 языках: русском, английском, испанском и китайском.

## Снос и уничтожение
3 ноября 2014 года памятник был демонтирован якобы «во исполнение закона о запрете пропаганды гомосексуализма среди несовершеннолетних» после каминг-аута главы «Apple» Тима Кука, а также из-за разоблачений бывшего сотрудника АНБ США Эдварда Сноудена. Глава «Западно-Европейского финансового союза» (ЗЕФС) Максим Долгополов отметил, что, устанавливая монумент в 2013 году, инициаторы «купились» на легенду о гениальном программисте, не подозревая о том, что история успеха Apple была «ширмой для спецоперации АНБ США», и призвав не потакать «агрессивной политике США и их спецслужб», заявил, что памятник нёс «двойной смысл, враждебный нашей русской культуре», являющийся «публичной пропагандой содомии». В то же время, официальные лица и государственные СМИ утверждали, что памятник был увезён на плановый ремонт якобы из-за отслоения сенсорного экрана от воздействия дождя и снега.
По данным университета ИТМО, на территории которого расположен памятник, с августа 2014 года велись переговоры с компанией «ЗЕФС» о ремонте монумента, который якобы давал сбои в работе и в последнее время использовался лишь как Wi-Fi-роутер, о чём говорили и студенты Университета ИТМО. Вечером 30 октября в университет поступило официальное письмо от компании «ЗЕФС» с просьбой демонтировать памятник для последующего ремонта Архивная копия от 7 ноября 2014 на Wayback Machine. В письме также указано, что памятник будет возвращен на территорию технопарка Университета ИТМО. Позже в своем интервью российским СМИ Максим Долгополов заявил, что официальное письмо университету о ремонте памятника было единственной возможностью увезти монумент. Университет ИТМО в свою очередь готов вложить собственные средства или найти другого спонсора для осуществления ремонта увезенного памятника или установку нового.
4 ноября в пресс-службе «ЗЕФС» было отмечено, что «ЗЕФС склоняется к акту публичного уничтожения этого символа нашей слепой и ложной веры в легенду о гениальности Стива Джобса, на пустом месте создавшего крупную мировую IT-компанию. Публичные и богохульные призывы к содомии со стороны Тима Кука стали последней каплей, переполнившей чашу нашего терпения». Как говорилось, решение об уничтожении памятника будет принято до 1 декабря 2014 года, и до того же времени будет рассматриваться возможность учреждения «массовых вознаграждений» для граждан России, публично отказавшихся от использования техники «Apple». На следующий день, пресс-секретарь соцсети «ВКонтакте» Георгий Лобушкин сообщил направлении руководству холдинга «ЗЕФС» письма с рекомендацией «не уничтожать арт-объект» и предложением за свои средства перенести памятник к Дому Зингера в Санкт-Петербурге. 9 ноября музыкант Элтон Джон на своём концерте в Ледовом дворце Санкт-Петербурга, осудил снос памятника, сказав, что данный инцидент «связан с ненавистью людей к гомосексуалистам», добавив:

Я не большой фанат технологий, но я обожаю мой iPad. Они удивительны, не так ли? То, как они могут связать нас с вещами и людьми, которых мы любим… Каким достойным жестом было возвести в Санкт-Петербурге памятник Стиву Джобсу, замечательному основателю Apple. Но на прошлой неделе его заклеймили «пропагандой гомосексуализма» и снесли! Память о Стиве перепишут из-за того, что его последователь, Тим Кук, гей?! А iPad — это тоже гей-пропаганда? А прекрасная музыка Чайковского — сексуальное извращение?! Значит ли это, что и iPad является гей-пропагандой?! Как гей, я всегда чувствовал, что меня приветствуют здесь в России. Рассказы о том, как российские фанаты, мужчины и женщины, которые влюбляются, танцуя под «Nikita» или их дети, которые поют «Circle of Life», значат для меня все. Если бы я не говорил открыто о том кем я являюсь, то не смог бы написать эту музыку. Это не гей-пропаганда. Так я выражаю своё отношение к жизни. Если мы начнем наказывать людей за это, то мир потеряет свою человечность.
Оригинальный текст (англ.)I’m not big on technology, but I love my iPad! They’re amazing, aren’t they? The way they can connect us to the things and people we love... How dignified that St. Petersburg should erect a memorial to Steve Jobs, the remarkable founder of Apple. But last week it was labeled ‘homosexual propaganda’ and taken down! Can this be true? Steve’s memory is re-written because his successor at Apple, Tim Cook, is gay?! Does that also make iPads gay propaganda?! Is Tchaikovsky’s beautiful music ‘sexually perverting’?! As a gay man, I’ve always felt so welcome here in Russia. Stories of Russian fans - men and women who fell in love dancing to ’Nikita’ or their kids who sing along to ‘Circle of Life’ - mean the world to me. If I’m not honest about who I am, I couldn’t write this music. It’s not gay propaganda. It’s how I express life. If we start punishing people for that, the world will lose its humanity.

1 декабря памятник был выставлен на интернет-аукцион на сайте zefs.ru Архивная копия от 18 декабря 2014 на Wayback Machine до 10 декабря с начальной ценой в 5 миллионов рублей с условием его вывоза за пределы территории РФ. Вырученные от продажи деньги планируется потратить на гранты российским IT-специалистам и приобретение аппаратов YotaPhone 2 российского производства, на которые любой желающий может обменять свой iPhone. Дальнейшая судьба памятника неизвестна.